# Лемминкяйнен (концерн)
Лемминкяйнен (фин. Lemminkäinen) — бывший крупный финский строительный концерн, основанный в 1910 году. Специализировался на строительстве дорог, возведении и реконструкции зданий и производстве строительных материалов. Работал в Финляндии и за её пределами. В феврале 2018 года вошёл в состав корпорации YIT.
Компания «Лемминкяйнен» была основана в 1910 году в Хельсинки как асфальтовое акционерное общество. 
С 1 января 2011 года концерн Лемминкяйнен реорганизовал свою деятельность по трем основным направлениям: строительство зданий и сооружений, строительство инфраструктуры, инженерно-технический монтаж и техническое обслуживание объектов недвижимости. Начиная с 01.01.2012 «Международная деятельность» становится четвертым бизнес-сегментом концерна Лемминкяйнен, целью которого является более эффективное управление растущими рынками при руководстве и развитии деятельности.
Головное предприятие ОАО «Лемминкяйнен» осуществляет общее руководство и финансирование, а также экономическое, кадровое, юридическое и информационное обеспечение.
Объем продаж концерна Лемминкяйнен за 2012 г. составил 2267,6 млн евро, 934,3 млн из которых принесли международные проекты концерна. Операционная прибыль ОАО «Лемминкяйнен» в 2012 г. составила 50,1 млн евро. В концерне работает около 8200 человек.
Большинство проектов концерна сосредоточено в странах Балтийского региона, но благодаря высокому профессионализму в области строительства Лемминкяйнен привлекает клиентов по всему миру.
С 1995 года акции концерна Лемминкяйнен котируются на Хельсинкской фондовой бирже NASDAQ OMX Helsinki Ltd.
Осенью 2012 года руководство концерна (совместно с руководством восьми других компаний) было привлечено к судебному разбирательству по обвинению о искусственном завышении цен на асфальт с помощью картеля в период с 1994 по 2002 годы.
В России Лемминкяйнен получил известность с 1970-х. География проектов компании в России достаточно широка – Кострома, Тверь, Калуга, Санкт-Петербург и Ленинградская область, Москва и Московская область и т.д. В июне 2016 г. стало известно, что компания сокращает 5 из 6 российских юрлиц и меняет стратегию, перейдя от девелоперской деятельности к генподрядам. Впериод 2013-2016 года компания выполняла работы по строительству Жилого Района в Истринском районе московской области под названием ЖК «Сампо», строительство завода по производству лаков и красок «Текнос», а также заканчивала строительство ЖК “Тапиола». В 2017 г. проектами компании в стадии реализации являлись: апарт-комплекс VALO, ЖК «РЕНЕССАНС», ЖК «БАЛТИЙСКАЯ ЖЕМЧУЖИНА», ЖК «РАНТАЛА» в г.Сосновый Бор. В феврале 2018 г. стало известно о слиянии российской дочки Лемминкяйнен с концерном ЮИТ. Объединенная компания продолжит реализацию проектов Лемминкяйнен совместными усилиями, но уже под брендом ЮИТ.